# Mokate Open 2018
Mokate Open 2018 – siódmy w historii sezon cyklu Turnieju Szachowego Mokate Open, który rozpoczął się 4 lutego 2018 w Goleszowie, a zakończy 21 października 2018 tamże. Rozegrano 4 konkursy. Sędzią przez cały sezon jest Karol Linert.

## Kalendarz
| Lp. | Data                 | Miejscowość | Rodzaj Szachów      | Tempo         | Rundy | Link  | 1. miejsce         | 2. miejsce        | 3. miejsce     |
| --- | -------------------- | ----------- | ------------------- | ------------- | ----- | ----- | ------------------ | ----------------- | -------------- |
| 1   | 2 lutego 2018        | Goleszów    | Szachy błyskawiczne | System Mokate | 9     | [ 1 ] | Karol Rawicz       | Krzysztof Knopik  | Martyna Wikar  |
| 2   | 22 kwietnia 2018     | Goleszów    | Szachy błyskawiczne | System Mokate | 9     | [ 2 ] | Eneasz Wiewióra    | Szymon Gumularz   | Michał Cieślar |
| 3   | 16 września 2018     | Goleszów    | Szachy błyskawiczne | System Mokate | 9     | [ 3 ] | Eneasz Wiewióra    | Łukasz Licznerski | Michał Cieślar |
| 4   | 21 października 2018 | Goleszów    | Szachy błyskawiczne | P'3+2         | 11    | [ 4 ] | Jan-Krzysztof Duda | Eneasz Wiewióra   | Kamil Mitoń    |

Wygrał Eneasz Wiewióra.